# Gaggiano
Gaggiano é uma comuna italiana da região da Lombardia, província de Milão, com cerca de 8.105 habitantes. Estende-se por uma área de 26 km², tendo uma densidade populacional de 312 hab/km². Faz fronteira com Cusago, Cisliano, Albairate, Trezzano sul Naviglio, Vermezzo, Zibido San Giacomo, Gudo Visconti, Noviglio, Rosate.

## Demografia
| Variação demográfica do município entre 1861 e 2011                               |
|                                                                                   |
| Fonte: Istituto Nazionale di Statistica (ISTAT) - Elaboração gráfica da Wikipedia |